# بندر کول
بندر کول، کول هاربر (انگلیسی: Coal Harbour) نام بخشی از ورودی خلیجک بورارد است که بین شبه‌جزیره مرکز شهر ونکوور  و براکتون پوینت پارک استنلی قرار دارد. همچنین اکنون به نام محله مجاور ساحل جنوبی آن تبدیل شده است.